# Wellington (Somerset)
Wellington è un paese di 13 696 abitanti del Somerset, in Inghilterra.